# Atletismo nos Jogos Pan-Americanos de 1959 - Salto em altura masculino
A prova do salto em altura masculino nos Jogos Pan-Americanos de 1959 foi realizada em Chicago, Estados Unidos.

## Medalhistas
| Ouro                             | Prata                          | Bronze                    |
| Charles Dumas USA Estados Unidos | Bob Gardner USA Estados Unidos | Ernie Haisley JAM Jamaica |

## Resultados
| Posição           | Nome             | Nacionalidade      | Marca | Notas |
| ----------------- | ---------------- | ------------------ | ----- | ----- |
| Medalha de ouro   | Charles Dumas    | USA Estados Unidos | 2.09  |       |
| Medalha de prata  | Bob Gardner      | USA Estados Unidos | 2.03  |       |
| Medalha de bronze | Ernie Haisley    | JAM Jamaica        | 2.00  |       |
| 4                 | Teodoro Palacios | GUA Guatemala      | 1.98  |       |
| 5                 | Erroll Williams  | USA Estados Unidos | 1.94  |       |
| 6                 | Gerald Brisson   | HAI Haiti          | 1.89  |       |
| 7                 | Paulo da Silva   | BRA Brasil         | 1.89  |       |
| 8                 | Wilf Foss        | CAN Canadá         | 1.87  |       |